# Município de Washington (condado de Van Wert, Ohio)
O município de Washington (em inglês: Washington Township) é um município localizado no condado de Van Wert no estado estadounidense de Ohio. No ano de 2010 tinha uma população de 5.131 habitantes e uma densidade populacional de 54,02 pessoas por km².

## Geografia
O município de Washington encontra-se localizado nas coordenadas 40° 51′ 45″ N, 84° 23′ 56″ O. Segundo a Departamento do Censo dos Estados Unidos, o município tem uma superfície total de 94.99 km², da qual 94,33 km² correspondem a terra firme e (0,69 %) 0,66 km² é água.

## Demografia
Segundo o censo de 2010, tinha 5.131 habitantes residindo no município de Washington. A densidade populacional era de 54,02 hab./km². Dos 5.131 habitantes, o município de Washington estava composto pelo 97,99 % brancos, o 0,31 % eram afroamericanos, o 0,23 % eram amerindios, o 0,12 % eram asiáticos, o 0,39 % eram de outras raças e o 0,95 % eram de uma mistura de raças. Do total da população o 1,73 % eram hispanos ou latinos de qualquer raça.